# Shinji Tsujio
Shinji Tsujio (japanisch 辻尾 真二 Tsujio Shinji; * 23. Dezember 1985 in der Präfektur Osaka) ist ein japanischer Fußballspieler.

## Karriere
Tsujio erlernte das Fußballspielen in der Jugendmannschaft von FC Tokyo und der Universitätsmannschaft der Chūō-Universität. Seinen ersten Vertrag unterschrieb er 2008 bei Shimizu S-Pulse. Der Verein spielte in der höchsten Liga des Landes, der J1 League. Für den Verein absolvierte er 57 Erstligaspiele. 2012 wechselte er zum Ligakonkurrenten Sanfrecce Hiroshima. Mit dem Verein wurde er 2012 japanischer Meister. Für den Verein absolvierte er fünf Erstligaspiele. 2013 wechselte er zum Ligakonkurrenten Ōita Trinita. Für den Verein absolvierte er 13 Erstligaspiele. 2014 wechselte er zum Drittligisten Zweigen Kanazawa. 2014 wurde er mit dem Verein Meister der J3 League und stieg in die J2 League auf. Für den Verein absolvierte er 84 Ligaspiele. 2017 wechselte er zum Drittligisten SC Sagamihara. Für den Verein absolvierte er 61 Ligaspiele. Ende 2018 beendete er seine Karriere als Fußballspieler.

## Erfolge
Shimizu S-Pulse
- J.League Cup

Finalist: 2008, 2012
- Kaiserpokal

Finalist: 2010
Sanfrecce Hiroshima
- J1 League

Meister: 2012